# Contrarimesus curtispinis
Contrarimesus curtispinis là một loài chân đều trong họ Ischnomesidae. Loài này được Brandt miêu tả khoa học năm 1992.